# Killer Croc
Killer Croc (Waylon Jones) es un personaje ficticio que aparece en los cómics estadounidenses publicados por DC Comics, comúnmente como un adversario del superhéroe Batman. El personaje pertenece a la colección de adversarios que conforman la galería de villanos de Batman. Originalmente un luchador secundario, Jones sufre de una rara condición genética que finalmente le dio la apariencia de un cocodrilo. Enloquecido por su transformación irreversible, adoptó el nombre de "Killer Croc" y se dedicó a una vida delictiva, con el tiempo desarrollando tendencias animales que lo convierten en un individuo peligroso. El personaje también ha sido miembro del Escuadrón Suicida, debutando en el quinto volumen de la serie de cómics que gira en torno al equipo, y un interés romántico de Enchantress. Originalmente retratado como un supervillano, historias posteriores mostrarían al personaje bajo una luz más antiheroica.
El personaje ha sido adaptado a varios medios con Batman, incluyendo series de televisión animadas, películas, videojuegos y novelas. Adewale Akinnuoye-Agbaje interpretó a Killer Croc en la película Escuadrón suicida de 2016. Una versión del personaje apareció en la tercera temporada de la serie Arrowverso Batwoman, interpretado por Heidi Ben.

## Historial de publicaciones
Killer Croc fue creado por el escritor Gerry Conway y el artista Gene Colan. El personaje hizo cameos en Detective Comics #523 (febrero de 1983) y Batman #357 (marzo de 1983), con su primera aparición completa en Detective Comics #524 (marzo de 1983).

## Historia

### Pre-Crisis
Waylon Jones nació con una forma de atavismo que le impartió rasgos reptilianos y su nacimiento provocó la muerte de su madre. Fue criado por su tía, una alcohólica abusiva que lo llamó con nombres como "niño lagarto" y "monstruo reptiliano". Croc finalmente mató a su tía y se convirtió en un criminal en Gotham City. Después de cometer varios asesinatos, se enfrentó a Batman y al nuevo Robin, Jason Todd, quien lo derrotó.
En estas apariciones originales de Pre-Crisis, Killer Croc se asemejaba a un hombre de constitución poderosa cubierto completamente de escamas verdes, pero seguía siendo básicamente humano en sus proporciones faciales y su constitución. También se le representó originalmente como el asesino de los padres de Jason Todd (esto luego se reconfiguró para convertir a Dos Caras en su asesino).

### Post-Crisis
Killer Croc escapó de la custodia y buscó venganza contra Harvey Bullock y otros dos criminales que lo llevaron a la cárcel. Batman lo localizó y Croc entró en una furia homicida. Cuando se construyeron nuevos túneles de agua, que inundarían el nuevo hogar de Killer Croc, Croc aparentemente se sacrificó para contener el agua cuando finalmente se abrieron.
En realidad, Croc fue enterrado bajo los escombros y fue liberado de su prisión por los desagües pluviales. Killer Croc sobrevivió con ratas y estuvo aislado durante meses, lo que lo llevó aún más a la locura. Más tarde, Croc se volvió loco después de un enfrentamiento con un vagabundo y termina en un centro comercial. Después de darle varios golpes a Croc, Batman se distrae al ver a Bane. Croc luego agarra a Batman e intenta romperle la espalda. Falla y Bane se enfrenta a Croc, rompiéndole los brazos. Luego, Croc es devuelto al Arkham Asylum.
Cuando Bane saca a los presos de Arkham Asylum en la saga Knightfall, Croc intenta vengarse de Bane. Mientras está en las alcantarillas, huele a Bane y lo persigue y los dos luchan entre sí en lo alto de una repisa. Bane rompe casualmente uno de los brazos de Croc nuevamente, pero Croc lucha hasta que la cornisa en la que están parados se rompe y los dos caen a las alcantarillas. La pelea termina en empate. Croc regresa más tarde, atacando los muelles para tratar de atraer a Bane para una revancha, pero es derrotado por Dick Grayson (ahora actuando como Batman después de que Bruce derrotó a Valley antes de tomarse un tiempo libre para autoanalizarse) sin que el villano se dé cuenta de que se enfrenta a un nuevo Batman. Killer Croc se deja para la policía en una red de pesca todo magullado con un brazo roto.
Killer Croc es convocado por una fuerza paranormal para salir de Arkham y dirigirse a los pantanos de Luisiana. Batman lo sigue allí, solo para descubrir que la fuerza misteriosa es en realidad la Cosa del Pantano, quien le ofrece a Croc un lugar en el pantano donde finalmente puede ceder a su lado animal, vivir libre de la persecución humana y tener una vida pacífica y feliz.
Killer Croc ha aparecido tanto en la historia de "Hush" como en su seguimiento cronológico, Broken City. En el primero, está infectado con un virus que aumenta considerablemente la velocidad de su devolución, "supervisando" un secuestro de Hush antes de que Batman lo derrote; esto proporciona la primera pista de Batman de que alguien más está orquestando los eventos, ya que sabe que Croc es demasiado estúpido para intentar un esquema complejo como un secuestro por su cuenta debido a las muchas variables. Aunque Killer Croc fue restaurado brevemente a su forma original, El Sombrerero Loco, bajo las órdenes de Máscara Negra, implantó a Killer Croc con un dispositivo que lo hizo leal a Máscara Negra y provocó que el virus regresara. Batman liberó a Croc del control de Máscara Negra. Croc intentó vengarse del Sombrerero Loco, pero Batman lo detuvo. Croc luego escapó.
Cuando falla un intento de cura, Killer Croc devora al médico involucrado y se retira a las alcantarillas, jurando vengarse de Batman y Máscara Negra.
En Crisis infinita, Croc se convierte en miembro de la Sociedad Secreta de Supervillanos de Alexander Luthor, Jr.
Un año después, durante la historia de "Face the Face", se muestra que Killer Croc se ha estado alimentando del cadáver de una Orca. Luego aparece en Countdown donde se libera de sus grilletes en Arkham Asylum e intenta matar a Jimmy Olsen, quien usa poderes elásticos para escapar. Luego, Killer Croc es sometido.
Más tarde se lo ve entre los supervillanos exiliados en "Salvation Run". Después de que Detective Marciano es derrotado y encarcelado en una jaula de fuego, Croc sugiere que se comerá al marciano. Lex Luthor lo prohíbe.
Durante la historia de "Crisis final", Killer Croc puede ser visto como miembro de la Sociedad Secreta de Súper Villanos de Libra. Killer Croc se convierte más tarde en un Justificador.
En la historia de "Battle for the Cowl", Killer Croc es reclutado por un nuevo Máscara Negra para ser parte de un grupo de villanos que buscan apoderarse de Gotham y Bludhaven.
Durante los eventos de Brightest Day, Killer Croc es liberado intencionalmente de su celda por un guardia a quien Osiris mata cuando Deathstroke y su banda de titanes se infiltran en Arkham. Mientras intenta huir de las instalaciones, es atacado por Osiris, quien confunde a Killer Croc con su viejo enemigo Sobek.

### The New 52
En la continuidad del reinicio de DC de 2011 The New 52, se establece que Killer Croc luchó contra Roy Harper en Hell's Kitchen en un flashback visto en Red Hood and the Outlaws. Luego, Roy lo menciona de pasada, ya que es el patrocinador actual de Roy por su alcoholismo en el momento en que Roy estaba en un bar con Jason Todd. Roy solo está bebiendo agua, pero sabe que Waylon lo desaprobaría.
Durante la historia de "Maldad Eterna" de 2013-2014, Croc comenzó a gobernar sobre la clase baja de Gotham. Asesina a un equipo SWAT corrupto que asesinó a una de las pocas personas que fueron amables con él. Cuando el Sindicato del Crimen invade la Tierra, Croc se hace cargo de la Torre Wayne. Se enfrenta al villano Bane, quien inyecta a Croc Venom, convirtiendo a Croc en un gigante descomunal, a quien Bane luego derrota.
Mientras está institucionalizado en Arkham, Killer Croc conoce a Sybil Silverlock, una mujer con trastorno de identidad disociativo. Él se une a su personalidad más suave y ella le muestra una foto de su hija, Olive. Sybil le hace prometer que cuidará de Olive si alguna vez sale. Después de la destrucción de Arkham Asylum, Killer Croc escapa y viaja a Gotham Academy, donde vigila a Olive y le cuenta sobre su madre, que quedó en coma por la destrucción del asilo. Después de que Batman los confronta, Olive y Killer Croc escapan a un pantano. Antes de partir, él le dice que, si ella es como su madre, vaya a buscarlo algún día.
Recientemente ayudó a Harley Quinn y sus amigos a luchar contra una pandilla de otros villanos de Batman en Coney Island.

### DC Rebirth
En las páginas de Escuadrón Suicida, Killer Croc y el Escuadrón emprenden una misión para recuperar un "objeto cósmico" de una prisión submarina rusa, que se revela como un portal a la Zona Fantasma, y se encuentran cara a cara con el General Zod. Ataca al Escuadrón y, al ver a Zod a punto de matar a June Moone/Enchantress, Croc la salva justo a tiempo. Después de la misión, de regreso en sus celdas, June Moone y Croc tienen una conversación sincera y se abrazan. Killer Croc y June Moone disfrutan de la ciudad de Nueva York y deciden explorar su romance en el futuro. Croc la anima a intentarlo, pero luego expresa miedo y derrama lágrimas de que la perderá si es capaz de lograr su sueño. El alboroto de Enchantress en la ciudad de Nueva York dura hasta que se revela que es un editor de una empresa de revistas que rechazó a June. Después de que Croc lo convenciera de reevaluarla, decidió darle un trabajo independiente. Conmovida por las acciones de Waylon, June reina en la Encantadora y agradece su amor por ayudarla. Wall escapa de la batalla después de descargar el archivo. Dos días después, en la celda, Croc llora y rompe a llorar por la "muerte" de June Moone, ya que Rick le dice que June Moone es la única que no lo ve como un monstruo. Finalmente deja el Escuadrón.
En la serie de Harley Quinn, Killer Croc se unió a los planes del Pingüino para apoderarse de Nueva York, pero se fue por su cuenta para tomar Coney Island, revelando que estaba en exhibición allí en un espectáculo de fenómenos cuando era niño expulsando a los otros villanos. Después de que todo fue demolido, Harley lo convenció de unirse a ella y ayudar a recuperarlo todo del Pingüino.
Killer Croc, ahora pasando por Waylon, se ha apoderado del hotel de Tusk en Monster Town, otorgando segundas oportunidades a cualquier monstruo que lo necesite.
En el evento Joker War, Croc tiene suficiente después de que Joker y sus matones se dirigieron a Monstertown y lo destrozaron. Decidió crear uno nuevo en las alcantarillas de Gotham, con la esperanza de que él y los demás se quedaran solos. También explicó cómo surgieron sus amigos mutados. Croc quiere llevar a otros a las alcantarillas para protegerse de la guerra de arriba. Batman intenta advertir a Croc de los peligros de los químicos en el agua, pero, desafortunadamente, Croc no le cree. Ordena a su equipo que mate a Batman. Después de hacer un trato con Batman, pelean y pierden. Croc y su pandilla se instalaron en sus celdas. Él les promete el mejor de los cuidados, incluida la reversión de sus condiciones, si se puede encontrar una cura.
Durante el evento Joker war, Walyon fuerza un músculo una vez más. Thomas Misell lo liberó en Arkham, le pidió que fuera su músculo y les enseñara cómo hacerlo, y Croc aceptó la oferta con merchandising y traje. En la revelación, Walyon ya tenía un trato con la configuración de la mafia al final, recibió un intercambio de pago por un arma y luego se fue.

### Frontera Infinita
Croc junto con Luciérnaga, Knockout y Cheshire traen aliados potenciales de Clayface que buscan una segunda oportunidad para unirlos para defender Allytown. Finalmente tienen éxito y están para reparar el daño.

## Caracterización

### Poderes y habilidades
La historia de fondo de Killer Croc explica que nació con una condición parecida a la hiperqueratosis epidermolítica, un trastorno de la piel que desfigura. Sin embargo, en realidad es una forma de atavismo regresivo, lo que significa que ha heredado rasgos de especies ancestrales de la raza humana, como los reptiles. Esta condición se ha visto aumentada por la presencia de un metagen. En consecuencia, tiene varias habilidades físicas extraordinarias relacionadas con su resistencia, velocidad y fuerza, lo que le permite levantar hasta dos toneladas.
Su piel está endurecida hasta el punto de que es casi impenetrable a las formas ordinarias de abrasión, incluidas armas de alto calibre disparadas a distancia. También posee una extraordinaria cantidad de superfuerza; por ejemplo, pudo arrancar la puerta de la bóveda de un banco de sus bisagras con un mínimo esfuerzo. Ha demostrado poderes regenerativos, lo que le permite curar y restaurar extremidades y dientes perdidos. Posee reflejos y velocidad sobrehumanos, especialmente cuando se mueve bajo el agua. También puede ver a través de sus párpados de cocodrilo. Killer Croc también tiene un sentido del olfato mejorado. Una vez que se ha familiarizado con el olor de una persona, puede rastrearla a kilómetros de distancia. A medida que su apariencia y personalidad se han vuelto más y más bestiales, su misantropía ha aumentado dramáticamente. Está celoso y odia a las personas "normales" y, a menudo, arremete violentamente sin provocación. Como resultado de estos sentimientos de celos,
La principal debilidad de Croc se retrata constantemente en la mayoría de las adaptaciones, además de la serie The Batman, como su bajo intelecto. Por lo general, recurre a la fuerza bruta para resolver la mayoría de los problemas, lo que le permite a Batman superarlo en combate pensando en los problemas que enfrenta para derrotar al poderoso Croc. Batman describe regularmente a su enemigo como un animal en lugar de un hombre. Actúa casi exclusivamente por instinto y casi nunca se toma el tiempo para planificar o racionalizar sus acciones. Esta es una desviación de su interpretación inicial, donde se mostró como un criminal despiadado e inteligente que pudo planear su ascenso de secuaz a The Squid a quizás la fuerza más poderosa en el crimen organizado de Gotham antes de ser derrotado por Batman.

### Apariencia
En los últimos años, Killer Croc ha sido retratado como mucho más reptil que en encarnaciones pasadas. Una figura de acción hecha por Kenner en 1998 presentaba una cola y pies de dinosaurio. Cuando Mattel obtuvo la licencia para fabricar productos de DC a principios de la década de 2000, lanzaron su propia versión de Killer Croc, esculpida por Four Horsemen Studios. Esta versión también presentaba una cola y patas de dinosaurio. A fines de 2005, se modificó un relanzamiento de esta figura para quitarle la cola, junto con su camisa. Esta versión también luce una cabeza más "humana".
La historia de Batman de 2002-2003, Hush, presentaba a un cocodrilo más bestial que había sido mutado en contra de su voluntad para parecer más reptil. Esta versión del personaje fue dibujada por el artista Jim Lee. En The New 52, se muestra que tiene una cabeza de cocodrilo, aunque aún no se ha revelado cómo llegó a ser esto. Tal diseño había aparecido previamente en Red Hood and the Outlaws, dibujado por Kenneth Rocafort.

## Versiones alternativas
Varios universos alternativos en las publicaciones de DC Comics permiten a los escritores introducir variaciones de Killer Croc, en las que los orígenes, el comportamiento y la moralidad del personaje difieren del entorno principal.
- En la novela gráfica no canónica Joker, escrita por Brian Azzarello y el artista Lee Bermejo, Croc es retratado como un hombre negro grande y musculoso con una condición de piel escamosa. De todos sus diseños anteriores, este es el más humano, sin hocico, cola o garras. El libro insinúa que Croc disfruta alimentándose de carne humana, y el narrador de la historia, Jonny Frost, comenta que Croc "tiene una cierta... manera excéntrica con la evidencia". Se muestra a Croc liderando una pandilla de matones, y luego se convierte en un miembro de alto nivel de la pandilla recién formada de Joker. Esta visión del personaje no es diferente a la del trabajo anterior de Azzarello sobre Batman, Broken City.[19]
- En el cómic de Batman Beyond, se menciona a Killer Croc como prisionero en una instalación de Cadmus Labs; su celda es atacada brevemente por el nuevo Hush, un clon de Dick Grayson, cuando Hush escapa de las instalaciones antes de que decida simplemente irse. Otro oficial de Cadmus luego contempla liberar a Croc para atraer a Hush, pero Amanda Waller descarta la idea debido al potencial de daño colateral.[20]
- En el crossover Batman/Aliens 2, Killer Croc es parte de un experimento del retorcido oficial de operaciones encubiertas Doctor Fortune para crear soldados híbridos utilizando el ADN de los Xenomorfos y el ADN de algunos de los villanos de Batman, con la esperanza de aprovechar los rasgos genéticos de los villanos para supervivencia sin su trauma psicológico. Sin embargo, su uso de Croc demuestra ser su perdición, ya que Batman señala que Croc se convirtió en villano porque era naturalmente despiadado, en lugar de estar sujeto a cualquier tipo de trauma, lo que resultó en que el híbrido Croc / Xenomorph le arrancara la cabeza a Fortune antes de que Batman logre. para ahogarlo después de destruir su base en alta mar.
- En Batman: Crimson Mist, Killer Croc comienza como un asesino en serie rumoreado que acecha las alcantarillas de Gotham, y luego se une a la pandilla de Dos Caras como el músculo. Enfrentados a la amenaza del vampiro Batman acechando y matando a sus oponentes, Killer Croc y Two-Face forman una alianza con el Comisionado Gordon y Alfred Pennyworth para atrapar a Batman en la Batcave y exponerlo a la luz del sol (aunque Croc contempló brevemente desgarrar físicamente a Batman). se separó antes de que los demás señalaran que era demasiado rápido para Croc, el vampiro Batman demostró ser más que un rival para él físicamente cuando se involucraron en combate cuerpo a cuerpo, a pesar de su condición física marchita). Aunque Croc y Two-Face intentan matar a Gordon y Alfred cuando se cree que Batman está muerto, Alfred puede ayudar a su antiguo maestro a recuperarse sacrificando su vida y sangre para darle a Batman la fuerza para detener a los últimos criminales de Gotham. Con el sacrificio de Alfred, Batman empala a Croc con una estalactita, comentando que Croc puede mantener su sangre fría, gracias a que el sacrificio de Alfred ha saciado su apetito por el momento.[21]
- En la línea de tiempo alternativa de la historia de "Flashpoint" de 2011, Killer Croc secuestró a la gente de Gotham y los encarceló en la alcantarilla. Batman luego llegó y atacó a Killer Croc. Killer Croc estaba a punto de devolver el golpe a Batman, pero Batman lo apuñaló en la cabeza con su propio machete. Batman rescató a las personas que Killer Croc había encarcelado.[22]
- En el segundo volumen de la serie Batman:Tierra uno, en contraste con la versión de continuidad principal, Waylon Jones parece benigno y no es un caníbal, y los medios lo apodan "Killer Croc" debido a su condición de ictiosis. Su madre lo vendió a Haly's Circus cuando era un niño y se vio obligado a actuar allí hasta que se escapa. Jones se esconde en el sistema de alcantarillado de Gotham por temor a las discriminaciones de la sociedad sobre su trastorno genético. Ayuda a Batman a localizar el escondite subterráneo de Riddler y luego lo ayuda en su lucha contra el villano. Batman le ofrece a Jones un lugar en la Mansión Wayne, además de ayudarlo a encontrar una cura para su condición, y le pide ayuda para encontrar un lugar para establecer su propio escondite después de su experiencia en Riddler. En el tercer volumen, Jones le da a Wayne un perro que encontró en las calles, reconociendo su necesidad de una mascota, demostrando aún más que no es como su contraparte de Prime Earth. De nuevo ayuda a Batman a salvar la ciudad de Dos-Caras (Jessica Dent) y luego se une a su equipo de Forasteros junto a Catwoman, Batgirl, Robin, Ragman, Bat-Dog, Alfred Pennyworth y Lucius Fox.
- Killer Croc aparece en el cómic de la precuela de Injustice: Dioses entre nosotros. Observa la discusión entre los héroes en silencio hasta que Cyborg enojado ataca a Batman después de descubrir el virus que le había cargado durante su primer encuentro, y Croc comenta que es "bastante malvado". Cuando Harley Quinn libera a todos los reclusos para atacar a los héroes, Croc va directamente a Batman, evitando que el Caballero de la Noche acuda en ayuda de su hijo Robin mientras Solomon Grundy lo arrastra bajo tierra. A continuación, se ve a Croc sujetando a Batman mientras Riddler se prepara para aplastarle el cráneo con una gran roca. El Riddler es noqueado por Flecha Verde y Croc es enviado con un cabezazo de Batman. En la precuela de Injustice 2, Croc ahora es miembro del Escuadrón Suicida. Cuando Ra's se hace cargo del equipo, él y Orca se utilizan como sus bateadores pesados para su conquista global. Más tarde se casa con Orca después de que ella queda embarazada de su hijo.
- Batman '66 presenta una versión de Killer Croc en la realidad de la serie de televisión de 1966. Esta versión de Waylon Jones era un secuaz del Rey Tut y bebió un elixir que lo transformó en el monstruo reptil Killer Croc. Utiliza su nueva fuerza para cometer varios crímenes en Gotham. Batman y Robin interrogan a su novia Eva y descubren que ella está involucrada en su plan para convertirse en el señor del crimen más grande de Gotham City. Lo persiguen hasta las alcantarillas, donde derrotan a Killer Croc y lo entregan a la policía.[23]
- Killer Croc fue un personaje recurrente en la serie infantil Tiny Titans rebautizada como "Kroc". A menudo se lo representaba causando problemas al presentarse, y sus acciones groseras y desordenadas a menudo se comparaban con la limpieza y el orden de Alfred.
- En la continuidad de DC Bombshells, Killer Croc reside en la Mansión Belle Reeve en los pantanos de Luisiana con el Coven (Batgirl, Enchantress y Ravager), con quienes salió una vez. Los cuatro ocasionalmente ayudan a otros en los pueblos cercanos, usando pociones y venenos para aquellos que han sido dañados por hombres. Cuando Francine Charles llega con una oferta de Amanda Waller, él accede a ayudarla a convencer al Aquelarre para que acepte su oferta. Los cuatro y Francine finalmente forman el Escuadrón Suicida de Waller. Esta versión era anteriormente un apuesto joven que se transformó en un monstruo cocodrilo de la magia de Enchantress.[24]
- En Batman/Tortugas Ninja, Killer Croc aparece tratando de robar el Batimóvil para obtener ganancias, pero atraviesa las alcantarillas donde las Tortugas Ninja lo atacan y lo derrotan después de que, sin saberlo, invade su guarida.
- Killer Croc aparece en la serie Batman: White Knight de 2017 junto con Baby Doll. Los dos, junto con varios otros villanos de Batman, son engañados por Jack Napier (quien en esta realidad era un Joker que Batman había alimentado a la fuerza con una sobredosis de píldoras, lo que lo curó temporalmente de su locura) para beber bebidas que tenían sido mezclado con partículas del cuerpo de Clayface. Esto se hizo para que Napier, que estaba usando la tecnología de El Sombrerero Loco para controlar a Clayface, pudiera controlarlos mediante la capacidad de Clayface de controlar partes de su cuerpo que habían sido separadas de él. Croc y los otros villanos luego se utilizan para atacar una biblioteca, que el propio Napier fue fundamental en la construcción en uno de los distritos más pobres de Gotham. Killer Croc también aparece en la historia de la secuela Batman: Curse of the White Knight, y se encuentra entre los villanos asesinados por Azrael.
- En la serie Batman: Reptilian de Garth Ennis de 2021, Killer Croc juega un papel importante. En esta versión, se revela que es el resultado de una madre humana que estuvo expuesta a un mutágeno alienígena. Continuó mutando a lo largo de su vida y ahora es un tipo inusual de hermafrodita, ya que dio a luz a un niño que busca y ataca a todos los otros villanos de Gotham.

## En otros medios

### Televisión
- En el DC Animated Universe, Killer Croc apareció en estas series:
  - Killer Croc tuvo su primera aparición en Batman: The Animated Series, con la voz de Aron Kincaid. Aquí, "Killer Croc" Morgan es un exluchador profesional que recurrió al crimen. En esta serie, se le da una piel gris grumosa, a diferencia del verde normal, haciendo debut en el episodio "Vendetta". En dicho episodio, Croc logra escapar de Arkham e inicia una elaborada venganza contra el detective Harvey Bullock, quién lo encerró en Arkham, manchando su nombre y culpándolo de crímenes tales como secuestro. Sin embargo, Batman deduce la situación y logra detenerlo. Luego, Batman se disfrazó de él en el episodio "Almost Got 'Im". En "Birds of Feather", es mencionado. Reaparece en "Sideshow". En "Trial", atrapa a Batman junto con los demás villanos del Manicomio Arkham, pero es derrotado después de que Batman lo noquea. En "Harlequinade" es mencionado y vuelve a aparecer en "Bane".
  - Croc apareció en The New Batman Adventures, ahora con la voz de Brooks Gardner. Él, junto con los otros personajes, ha sido renovado, ahora presenta una construcción más voluminosa con escamas y piel verdes, garras, tres dedos de los pies y cuatro dedos, lo que lo hace lucir aún más reptiliano. Al igual que Dos Caras y el Espantapájaros, Croc solo aparece en dos episodios. Aparece en "Love is a Croc", donde Baby Doll lo ayuda a escapar por ser diferente y empiezan a robar bancos y locales, pero tras escuchar que Croc la iba a dejar, Doll trato de suicidarse y matarlo, pero al final, Batman y Batichica llegaron a escena e impidieron que Croc matara a Baby Doll. Luego, reapareció por última vez en "Judgement Day", donde El juez lo ataca durante un robo a un camión blindado, por lo cual Croc escaló el puente de Ciudad Gótica para escapar, pero el Juez lo golpeó con su martillo y lo hizo caer, pero Batman lo salvó.
  - En Gotham Girls, Croc es mencionado en "Gotham in Pink".
  - En Batman Beyond: Return of the Joker, Bruce utiliza un maniquí de Croc como práctica de tiro de batarang.
- Killer Croc aparece en la segunda temporada de The Batman, con la voz de Ron Perlman. En esta versión, Croc es aún más reptiliano y parecido a un cocodrilo; tiene un chaleco de cuero, acento cajún y cola, aunque también demuestra un mayor intelecto y está más cuerdo que las interpretaciones tradicionales del personaje. Sus orígenes son en su mayoría desconocidos, con Croc brindando poca evidencia sobre su pasado más allá de su acento cajún, aunque uno de sus secuaces le dice a Batman que hay diferentes rumores: que es un experimento genético que salió mal y luego se convirtió en mercenario, que trató con vudú magia en los pantanos, o que es simplemente un monstruo del circo. En The Batman Strikes # 5 (el cómic relacionado con el programa), sin embargo, se muestra que Croc en flashbacks fue tanto un experimento de laboratorio como un acto de circo.
- Killer Croc apareció en DC Super Hero Girls, con la voz de Fred Tatasciore.
- Killer Croc aparece en la serie animada de DC Universe Harley Quinn con la voz de Matt Oberg. Esta versión es miembro de la Legión del Mal en la primera temporada y del "Equipo A" del Escuadrón Suicida en la tercera temporada, que luego entabla una relación con su compañera de escuadrón, Enchantress.
- Una versión de Killer Croc aparece en la tercera temporada de Batwoman.[25] La historia de Batman con Waylon Jones estuvo intacta hasta el punto en que el GCPD arrojó una bomba de termita en las alcantarillas, en contraste con el deseo de Wayne de encontrar una cura para la condición de Croc. Todo lo que Batman pudo encontrar de él fue su diente que fue robado por "Circe Sionis" y luego cayó a un río. El diente fue encontrado por un adolescente llamado Steven que se cortó con él convirtiéndolo en una nueva versión de Killer Croc (interpretado por Heidi Ben) con el tiempo. El padre de Steven trató de atraerlo antes de que Batwoman y Alice los encontraran, Steven mató a su padre antes de que Batwoman lo sometiera y lo llevara a una nueva celda en Arkham para recibir tratamiento.

### Películas
- Killer Croc habría aparecido en la cancelada película de Batman: The Animated Series, como uno de los villanos. Sin embargo, esta película se convirtió en el episodio "Trial" de dicha serie.
- En las DC Universe Animated Original Movies, Croc aparece en estas películas:
  - Croc hizo una aparición como villano secundario en la película antológica Batman: Gotham Knight en el cortometraje animado In Darkness Dwells. En esta versión aparece como un vagabundo ex-fenómeno de circo que habita en el alcantarillado de Ciudad Gótica que ataca violentamente al personal de trabajo del alcantarillado debido a que estaba siendo afectado por el gas del miedo del Espantapájaros.
  - En Son of Batman, Croc es enfrentado y derrotado por Batman. Más tarde, ya en el Manicomio Arkham, Croc le da información sobre Kirk Langstrom a Batman y al Comisionado James W. Gordon.
- Pese a no aparecer en The Dark Knight Rises, Croc es referenciado cuando dicen que se han visto "cocodrilos gigantes en alcantarilla".
- Croc apareció en Escuadrón suicida, siendo interpretado por Adewale Akinnuoye-Agbaje. Se menciona que una vez vivió en Gotham y luchó contra Batman hasta que se fue a buscar un lugar para pertenecer, y finalmente fue conducido al canibalismo por los abusos que sufrió a manos de los ciudadanos de Gotham. Cuando es reclutado para el Grupo de trabajo X, inicialmente es tan reacio como los demás, pero finalmente decide trabajar con el Coronel Rick Flag incluso después de que Flag les dé la oportunidad de irse, acompañando a un equipo de buceo SEAL para recuperar una bomba que se perdió en un túnel subterráneo inundado para destruir a Enchantress. Al término de la película, Croc permanece en la cárcel, pero lleva diez años recortado de su sentencia y cuenta con bebidas y un televisor con BET, según lo solicitó, en su celular.

### Videojuegos
- En el videojuego Injustice: Gods Among Us hace un cameo corto en el asilo Arkham luego de que envías a tu oponente a través de una transición.
- En la saga Lego Batman, Croc aparece en estos juegos:
  - Croc apareció en Lego Batman: The Videogame, como antagonista y personaje elegible. En él, forma parte del grupo de villanos dirigido por El Pingüino. Es derrotado por Batman y Robin.
  - En Lego Batman 2: DC Super Heroes escapa durante los eventos de la fuga masiva de Arkham. Se le puede encontrar y desbloquear en la planta depuradora de Ciudad Gótica.
  - En Lego Batman 3: Beyond Gotham es un personaje desbloqueable y es más grande que en versiones anteriores. Aparece como uno de los seis antagonistas cuaternarios. Es encerrado en Arkham al final del juego.
- En la saga Batman: Arkham, Croc hizo muchas apariciones:
  - Croc hizo aparición en Batman: Arkham Asylum, como antagonista e incluyéndose una biografía del personaje basada en hechos del cómic. En el juego, él supuestamente "mata" al Espantapájaros y también "roba" la última caja de Titán, siendo el principal sospechoso.
  - De igual manera, Killer Croc aparece cómo un cameo en Batman: Arkham City, don se encuentra en las coladeras de la ciudad.
  - Croc también aparece en Batman: Arkham Origins y es el primer enemigo con el que se enfrenta el jugador casi al comienzo del juego.
  - Pese a no aparecer físicamente en la campaña de Batman: Arkham Knight, (solamente es visto en las alucinaciones de Batman). Es uno de los jefes que aparece en el último dlc "The season of infamy". En uno de los dirigibles del juego, en la misión "Beneath the surface".[26]